# Nation River (Williston Lake)
Der Nation River ist ein Zufluss des Williston Lake in der kanadischen Provinz British Columbia.

## Flusslauf
Der Fluss hat eine Länge von 215 km. Er entspringt 23 km östlich des Takla Lake auf einer Höhe von etwa 1250 m. Von dort fließt er in südsüdöstlicher Richtung. Er durchfließt dabei die Seen Tsayta Lake, Tchentlo Lake und Chuchi Lake. Im Unterlauf wendet sich der Nation River nach Osten und mündet schließlich in den Nation Arm des Williston Lake. Das Einzugsgebiet erstreckt sich über das Nechako Plateau und umfasst 5884 km².